# Pterinochilus chordatus
Pterinochilus chordatus é uma espécie de aranha pertencente à família Theraphosidae (tarântulas).